# Itaipava do Grajaú
Itaipava do Grajaú é um município do estado do Maranhão, no Brasil. Sua população estimada pelo IBGE em 2024 era de 14.143 habitantes.

## Topônimo
Existem várias possíveis etimologias para a palavra "itaipava", todas com base na língua tupi:
- i'táim'pab (elevação de pedra)[7]
- itu pewa (cachoeira chata)[8]
- itáupaba (lago da pedra), através da junção dos termos itá (pedra) e upaba (lago)[9]

A palavra "Grajaú" é derivada do termo tupi karaîá'y, que significa "rio dos carajás" (karaîá, carajá + 'y, rio).
O nome do município é uma soma do seu antigo nome como povoado, Itaipava das Pombas, com o município ao qual pertencia antes de 1994, Grajaú.

## História
Até a chegada dos primeiros colonizadores portugueses à região, no século XVI, a mesma era habitada por povos indígenas falantes de línguas jês.
Seu povoamento moderno, denominado Itaipava das Pombas teve início por volta de de 1940 com a chegada de imigrantes do Ceará e Piauí, que buscavam terras férteis. Os primeiros habitantes usaram uma área de aproximadamente cinquenta hectares para a agricultura de subsistência, produzindo culturas de arroz, milho, mandioca e feijão, que permanecem até os dias atuais.
Antigo povoado do município de Grajaú, emancipou-se em 1997, através da Lei 6 148, de 10 de novembro de 1994. Foi instalado em 1 de janeiro de 1997. Em divisão territorial datada de 1 de julho de 1997, o município é constituído do distrito-sede (antigo povoado de Itaipava).

## Geografia
A área do município é de 1.244,398 quilômetros quadrados, o que o coloca na posição 80 dentre as 217 cidades do Maranhão.
| Área da unidade territorial [2024] | 1.244,398 km²                     |
| Hierarquia urbana [2018]           | Centro Local                      |
| Região de Influência [2018]        | Barra do Corda - Centro de Zona A |
| Região intermediária [2024]        | Imperatriz                        |
| Região imediata [2024]             | Barra do Corda                    |
| Mesorregião [2022]                 | Centro Maranhense                 |
| Microrregião [2022]                | Alto Mearim e Grajaú              |

Fonte: IBGE
| Bioma predominante [2024]             | Cerrado      |
| Área urbanizada [2019]                | 5,52 km²     |
| Esgotamento sanitário adequado [2010] | 2,8 %        |
| Arborização de vias públicas [2010]   | 67,1 %       |
| Urbanização de vias públicas [2010]   | 0 %          |
| Sistema Costeiro-Marinho [2019]       | Não pertence |

Educação
Em 2010, a taxa de escolarização de 6 a 14 anos de idade era de 97%. Comparando-se com outros municípios do estado do Maranhão, ficava na posição 93 de 217.
| Taxa de escolarização de 6 a 14 anos de idade [2010]             | 97 %             |
| IDEB – Anos iniciais do ensino fundamental (Rede pública) [2023] | 4,7              |
| IDEB – Anos finais do ensino fundamental (Rede pública) [2023]   | 4,3              |
| Matrículas no ensino fundamental [2023]                          | 2.450 matrículas |
| Matrículas no ensino médio [2023]                                | 353 matrículas   |
| Docentes no ensino fundamental [2023]                            | 234 docentes     |
| Docentes no ensino médio [2023]                                  | 22 docentes      |
| Número de estabelecimentos de ensino fundamental [2023]          | 33 escolas       |
| Número de estabelecimentos de ensino médio [2023]                | 2 escolas        |

Fonte: IBGE
Economia
| PIB per capita [2021]                                                                           | 6.641,29 R$      |
| Índice de Desenvolvimento Humano Municipal (IDHM) [2010]                                        | 0,518            |
| Total de receitas brutas realizadas [2023]                                                      | 67.037.106,97 R$ |
| Transferências correntes (Percentual em relação às receitas correntes brutas realizadas) [2023] | 91,69 %          |
| Total de despesas brutas empenhadas [2023]                                                      | 69.363.038,51 R$ |

Fonte: IBGE
| Salário médio mensal dos trabalhadores formais [2022]                                             | 2,1 salários mínimos |
| Pessoal ocupado [2022]                                                                            | 590 pessoas          |
| População ocupada [2022]                                                                          | 4,27 %               |
| Percentual da população com rendimento nominal mensal per capita de até 1/2 salário mínimo [2010] | 58,1 %               |

Fonte: IBGE